# Ligue des champions masculine de volley-ball
La Ligue des champions est la plus prestigieuse compétition de clubs du volley-ball européen.
L'édition 2019-2020, d'abord suspendue au mois de mars, est définitivement annulée le 23 avril 2020, par la CEV, en raison de la Pandémie de Covid-19,.

## Histoire
La Ligue des champions, créée en 1960, semble connaître trois grandes périodes.
- La première couvre les vingt premières années de la compétition. Durant cette période, le titre n'a jamais échappé à l'Europe de l'Est, le CSKA Moscou (6 titres avant 1980, 13 titres en tout) et l'URSS (8 titres avant 1980, 15 titres en tout). La Roumanie, aujourd'hui sinistrée sur le plan des sports collectifs, a remporté cinq titres sur six (le dernier en 1981) en Ligue des champions, tout comme la Tchécoslovaquie. La République démocratique allemande, la Bulgarie et la Pologne ont chacune conquis leur seul titre durant cette période faste pour le sport de l'Est.
- Un basculement semble s'opérer en 1980, avec le premier titre de l'Italie. L'Europe de l'Est perd de sa domination écrasante, même si le CSKA Moscou conquiert encore 6 titres avant 1991, dont quatre d'affilée de 1986 à 1989. L'Italie, ponctuellement victorieuse de la compétition, devient la nation prédominante en remportant tous les titres de 1992 à 2000 sans discontinuer (Ravenne, Modène et Trévise).
- Depuis, on peut distinguer une troisième période dans l'histoire de la Ligue des champions, plus disputée, avec les titres de deux équipes françaises (Paris Volley en 2001 et Tours Volley-Ball en 2005), de deux équipes italiennes (Lube Banca Macerata en 2002 et Sisley Trévise en 2006) et les trois titres russes — doublé du Lokomotiv Belgorod en 2003 et 2004 et victoire de Dynamo Kazan en 2008. On peut également considérer que le titre remporté en 2007 par le VfB Friedrichshafen entre dans cette catégorie.

## Format
À partir de la saison 2018-2019, le format de la compétition change, 18 clubs, les mieux classés au Champions League Ranking (classement obtenu suivant les performances des clubs sur les trois dernières saisons)  sont directement qualifiés pour le quatrième tour, viennent s'ajouter 2 clubs issus des qualifications (1er tour, 2e tour et 3e tour). Les clubs perdants de ces trois tours de qualification sont reversés dans la Coupe de la CEV.
Les 20 clubs participants au 4e tour, sont répartis en 5 poules de 4 équipes, les premiers et deuxièmes disputent les quarts de finale en matchs aller et retour. Les vainqueurs joueront les demi finales également en matchs aller et retour pour déterminer les finalistes qui s'affronteront dans une finale unique sur terrain neutre.

## Palmarès

### Palmarès par édition
| Édition | Champion                                             | Finaliste                                            | Troisième                                            | Quatrième                                            |
| ------- | ---------------------------------------------------- | ---------------------------------------------------- | ---------------------------------------------------- | ---------------------------------------------------- |
| 1960    | CSKA Moscou                                          | Rapid Bucarest                                       |                                                      |                                                      |
| 1961    | Rapid Bucarest                                       | CSKA Moscou                                          |                                                      |                                                      |
| 1962    | CSKA Moscou                                          | Rapid Bucarest                                       |                                                      |                                                      |
| 1963    | Rapid Bucarest                                       | CSKA Moscou                                          |                                                      |                                                      |
| 1964    | SC Leipzig                                           | Mladost Zagreb                                       |                                                      |                                                      |
| 1965    | Rapid Bucarest                                       | Minyor Pernik                                        |                                                      |                                                      |
| 1966    | Dinamo Bucarest                                      | Rapid Bucarest                                       |                                                      |                                                      |
| 1967    | Dinamo Bucarest                                      | Rapid Bucarest                                       |                                                      |                                                      |
| 1968    | Spartak Brno                                         | Dinamo Bucarest                                      |                                                      |                                                      |
| 1969    | CSKA Sofia                                           | Steaua Bucarest                                      |                                                      |                                                      |
| 1970    | Burevestnik Alma-Ata                                 | Zetor Zbrojovka Brno                                 |                                                      |                                                      |
| 1971    | Burevestnik Alma-Ata                                 | Zetor Zbrojovka Brno                                 |                                                      |                                                      |
| 1972    | Zetor Zbrojovka Brno                                 | Ruini Florence                                       | AMVJ Amstelveen                                      |                                                      |
| 1973    | CSKA Moscou                                          | Resovia Rzeszów                                      | Ruda Hvezda Prague                                   |                                                      |
| 1974    | CSKA Moscou                                          | Dinamo Bucarest                                      | SC Leipzig                                           |                                                      |
| 1975    | CSKA Moscou                                          | SC Leipzig                                           | Slavia Sofia                                         |                                                      |
| 1976    | Dukla Libereč                                        | Slavia Sofia                                         | Spartak Subotica                                     | Resovia Rzeszów                                      |
| 1977    | CSKA Moscou                                          | Dinamo Bucarest                                      | CSKA Sofia                                           | Vardar Skopje                                        |
| 1978    | Płomień Milowice                                     | Starlift Voorburg                                    | Aero Odolena Voda                                    | Boronkay Istanbul                                    |
| 1979    | Étoile rouge de Bratislava                           | Steaua Bucarest                                      | Płomień Milowice                                     | Pieksämäen NMKY                                      |
| 1980    | CUS Turin                                            | Étoile Rouge Bratislava                              | Eczasibasi Istanbul                                  | Pieksämäen NMKY                                      |
| 1981    | Dinamo Bucarest                                      | CSKA Moscou                                          | Gwardia Wrocław                                      | Pieksämäen NMKY                                      |
| 1982    | CSKA Moscou                                          | CUS Turin                                            | Dinamo Bucarest                                      | Olympiakos Le Pirée                                  |
| 1983    | CSKA Moscou                                          | AS Cannes                                            | Pallavolo Parme                                      | Portol Palma de Majorque                             |
| 1984    | Pallavolo Parme                                      | Mladost Zagreb                                       | Dukla Libereč                                        | AS Cannes                                            |
| 1985    | Pallavolo Parme                                      | Mladost Zagreb                                       | CSKA Sofia                                           | Ruda Hvezda Prague                                   |
| 1986    | CSKA Moscou                                          | Pallavolo Parme                                      | Martinus Amstelveen                                  | Ruda Hvezda Prague                                   |
| 1987    | CSKA Moscou                                          | Panini Modène                                        | Martinus Amstelveen                                  | CSKA Sofia                                           |
| 1988    | CSKA Moscou                                          | Panini Modène                                        | Martinus Amstelveen                                  | CSKA Sofia                                           |
| 1989    | CSKA Moscou                                          | Panini Modène                                        | Vojvodina Novi Sad                                   | TV Hambourg                                          |
| 1990    | Panini Modène                                        | AS Fréjus                                            | Portol Palma de Majorque                             | CSKA Sofia                                           |
| 1991    | CSKA Moscou                                          | Pallavolo Parme                                      | Panini Modène                                        | AS Cannes                                            |
| 1992    | Messagero Ravenne                                    | Olympiakos Le Pirée                                  | CSKA Moscou                                          | AS Cannes                                            |
| 1993    | Messagero Ravenne                                    | Pallavolo Parme                                      | Olympiakos Le Pirée                                  | VC Zellik                                            |
| 1994    | Porto Ravenne                                        | Maxicono Parme                                       | VC Zellik                                            | Olympiakos Le Pirée                                  |
| 1995    | Volley Trévise                                       | Porto Ravenne                                        | Olympiakos Le Pirée                                  | VC Zellik                                            |
| 1996    | Daytona Modène                                       | ASV Dachau                                           | Vojvodina Novi Sad                                   | Volley Trévise                                       |
| 1997    | Daytona Modène                                       | VC Maaseik                                           | Mladost Zagreb                                       | Volley Trévise                                       |
| 1998    | Daytona Modène                                       | Unicaja Almeria                                      | Paris UC                                             | Mladost Zagreb                                       |
| 1999    | Volley Trévise                                       | VC Maaseik                                           | VfB Friedrichshafen                                  | Lokomotiv Belgorod                                   |
| 2000    | Volley Trévise                                       | VfB Friedrichshafen                                  | VC Maaseik                                           | hotVolleys Vienne                                    |
| 2001    | Paris Volley                                         | Volley Trévise                                       | Rome Volley                                          | Olympiakos Le Pirée                                  |
| 2002    | AS Volley Lube                                       | Olympiakos Le Pirée                                  | Iraklis Thessalonique                                | Mostostal Kędzierzyn                                 |
| 2003    | Lokomotiv Belgorod                                   | Daytona Modène                                       | Mostostal Kędzierzyn                                 | Paris Volley                                         |
| 2004    | Lokomotiv Belgorod                                   | Iskra Odintsovo                                      | Tours VB                                             | Iraklis Thessalonique                                |
| 2005    | Tours Volley-Ball                                    | Iraklis Thessalonique                                | Lokomotiv Belgorod                                   | VfB Friedrichshafen                                  |
| 2006    | Volley Trévise                                       | Iraklis Thessalonique                                | Lokomotiv Belgorod                                   | Dynamo Moscou                                        |
| 2007    | VfB Friedrichshafen                                  | Tours VB                                             | Dynamo Moscou                                        | AS Volley Lube                                       |
| 2008    | Dynamo Kazan                                         | Pallavolo Plaisance                                  | Skra Bełchatów                                       | Volley Trévise                                       |
| 2009    | Trentino Volley                                      | Iraklis Thessalonique                                | Iskra Odintsovo                                      | AS Volley Lube                                       |
| 2010    | Trentino Volley                                      | Dynamo Moscou                                        | Skra Bełchatów                                       | ACH Volley Bled                                      |
| 2011    | Trentino Volley                                      | Zenit Kazan                                          | Dynamo Moscou                                        | Jastrzębski Węgiel                                   |
| 2012    | Zenit Kazan                                          | Skra Bełchatów                                       | Trentino Volley                                      | Arkas Izmir                                          |
| 2013    | Lokomotiv Novossibirsk                               | Piemonte Volley                                      | Zenit Kazan                                          | ZAKSA Kędzierzyn-Koźle                               |
| 2014    | Belogorie Belgorod                                   | Halkbank Ankara                                      | Jastrzębski Węgiel                                   | Zenit Kazan                                          |
| 2015    | Zenit Kazan                                          | Resovia Rzeszów                                      | SCC Berlin                                           | Skra Bełchatów                                       |
| 2016    | Zenit Kazan                                          | Trentino Volley                                      | AS Volley Lube                                       | Resovia Rzeszów                                      |
| 2017    | Zenit Kazan                                          | SS Pérouse                                           | AS Volley Lube                                       | SCC Berlin                                           |
| 2018    | Zenit Kazan                                          | AS Volley Lube                                       | SS Pérouse                                           | ZAKSA Kędzierzyn-Koźle                               |
| 2019    | AS Volley Lube                                       | Zenit Kazan                                          |                                                      |                                                      |
| 2020    | Édition arrêtée en raison de la pandémie de Covid-19 | Édition arrêtée en raison de la pandémie de Covid-19 | Édition arrêtée en raison de la pandémie de Covid-19 | Édition arrêtée en raison de la pandémie de Covid-19 |
| 2021    | ZAKSA Kędzierzyn-Koźle                               | Trentino Volley                                      |                                                      |                                                      |
| 2022    | ZAKSA Kędzierzyn-Koźle                               | Trentino Volley                                      |                                                      |                                                      |
| 2023    | ZAKSA Kędzierzyn-Koźle                               | Jastrzębski Węgiel                                   |                                                      |                                                      |
| 2024    | Trentino Volley                                      | Jastrzębski Węgiel                                   |                                                      |                                                      |
| 2025    | SS Pérouse                                           | Warta Zawiercie                                      | Jastrzębski Węgiel                                   | Halkbank Ankara                                      |
| 2026    |                                                      |                                                      |                                                      |                                                      |

### Palmarès par club
| Rang | Club                         | Nation | Victoires | Années                                                                       |
| 1    | CSKA Moscou                  |        | 13        | 1960, 1962, 1973, 1974, 1975, 1977, 1982, 1983, 1986, 1987, 1988, 1989, 1991 |
| 2    | Zenit Kazan                  |        | 6         | 2008, 2012, 2015, 2016, 2017, 2018                                           |
| 3    | Modène                       |        | 4         | 1990, 1996, 1997, 1998                                                       |
| 3    | Sisley Trévise               |        | 4         | 1995, 1999, 2000, 2006                                                       |
| 3    | Trentino Volley              |        | 4         | 2009, 2010, 2011, 2024                                                       |
| 6    | Rapid Bucarest               |        | 3         | 1961, 1963, 1965                                                             |
| 6    | Dinamo Bucarest              |        | 3         | 1966, 1967, 1981                                                             |
| 6    | Ravenne                      |        | 3         | 1992, 1993, 1994                                                             |
| 6    | Lokomotiv Belgorod           |        | 3         | 2003, 2004, 2014                                                             |
| 6    | ZAKSA Kędzierzyn-Koźle       |        | 3         | 2021, 2022, 2023                                                             |
| 11   | Volejbal Brno                |        | 2         | 1968, 1972                                                                   |
| 11   | Burevestnik Alma-Ata         |        | 2         | 1970, 1971                                                                   |
| 11   | Volley-Club Parme            |        | 2         | 1984, 1985                                                                   |
| 11   | Lube Banca Macerata          |        | 2         | 2002, 2019                                                                   |
| 15   | SC Leipzig                   |        | 1         | 1964                                                                         |
| 15   | CSKA Sofia                   |        | 1         | 1969                                                                         |
| 15   | Dukla Libereč                |        | 1         | 1976                                                                         |
| 15   | Płomień Milowice             |        | 1         | 1978                                                                         |
| 15   | Étoile Rouge Bratislava      |        | 1         | 1979                                                                         |
| 15   | Volley-Club Turin Moncalieri |        | 1         | 1980                                                                         |
| 15   | Paris Volley                 |        | 1         | 2001                                                                         |
| 15   | Tours Volley-Ball            |        | 1         | 2005                                                                         |
| 15   | VfB Friedrichshafen          |        | 1         | 2007                                                                         |
| 15   | Lokomotiv Novossibirsk       |        | 1         | 2013                                                                         |
| 15   | SS Pérouse                   |        | 1         | 2025                                                                         |

### Palmarès par nation
| Nation             | Victoires | Années |
| Italie             | 21        | 1980, 1984, 1985, 1990, 1992, 1993, 1994, 1995, 1996, 1997, 1998, 1999, 2000, 2002, 2006, 2009, 2010, 2011, 2019, 2024, 2025 |
| Union soviétique   | 15        | 1960, 1962, 1970, 1971, 1973, 1974, 1975, 1977, 1982, 1983, 1986, 1987, 1988, 1989, 1991                                     |
| Russie             | 10        | 2003, 2004, 2008, 2012, 2013, 2014, 2015, 2016, 2017, 2018                                                                   |
| Roumanie           | 6         | 1961, 1963, 1965, 1966, 1967, 1981                                                                                           |
| Tchécoslovaquie    | 4         | 1968, 1972, 1976, 1979 |
| Pologne            | 4         | 1978, 2021, 2022, 2023 |
| France             | 2         | 2001, 2005 |
| Allemagne de l'Est | 1         | 1964 |
| Bulgarie           | 1         | 1969 |
| Allemagne          | 1         | 2007 |

## Meilleurs joueurs par tournoi (MVP)

### 2002–2009
| - 2002 – Marco Bracci (Associazione Sportiva Volley Lube) - 2003 – Sergey Tetyukhin (Lokomotiv Belgorod) - 2004 – Andreï Iegortchev (Lokomotiv Belgorod) - 2005 – Vladimir Nikolov (Tours Volley-Ball) | - 2006 – Alessandro Fei (Sisley Trévise) - 2007 – Jochen Schöps (VfB Friedrichshafen) - 2008 – Clayton Stanley (Dynamo Kazan) - 2009 – Matej Kaziyski (Trentino Volley) |

### 2010–2019
| - 2010 – Osmany Juantorena (Trentino Volley) - 2011 – Osmany Juantorena (Trentino Volley) - 2012 – Mariusz Wlazły (Skra Bełchatów) - 2013 – Marcus Nilsson (Lokomotiv Novossibirsk) - 2014 – Sergey Tetyukhin (Lokomotiv Belgorod) | - 2015 – Wilfredo León (Zenit Kazan) - 2016 – Wilfredo León (Zenit Kazan) - 2017 – Maksim Mikhailov (Zenit Kazan) - 2018 – Maksim Mikhailov (Zenit Kazan) - 2019 – Osmany Juantorena (Associazione Sportiva Volley Lube) |

### 2020–...
| - 2020 – Titre non décerné - 2021 – Aleksander Śliwka (ZAKSA Kędzierzyn-Koźle) - 2022 – Kamil Semeniuk (ZAKSA Kędzierzyn-Koźle) | – – – – – |